# Era de Noite e Levaram
"Era de Noite e Levaram" é o single digital da banda portuguesa de rock UHF. Editado em 5 de maio de 2014 pela AM.RA Discos, com distribuição da Meo Music.
Trata-se de mais uma versão das canções de José Afonso trabalhada com sonoridade rock pelos UHF. O tema foi originalmente editado no álbum Contos Velhos Rumos Novos, em 1969.[carece de fontes?] Com letra de Luís de Andrade e música de José Afonso, a canção não é das mais populares do autor mas refere as perseguições da polícia política (PIDE) nas noites arbitrárias do fascismo, regime político que vigorou em Portugal durante quarenta e um anos sem interrupção. Desse tempo guardamos a arte da canção e a poesia, a coragem dos cantores perseguidos, aprisionados, com os discos censurados e os espectáculos proibidos. José Afonso é o nome maior da composição, música e canto de intervenção em Portugal. Tornou-se um símbolo da resistência democrática contra a ditadura salazarista. Algumas das suas canções foram proibidas pela censura.

Esta versão dos UHF celebra os quarenta anos da Revolução de 25 de Abril de 1974. O tema fora estreado ao vivo, no dia 17 de abril, no auditório da rádio Antena 1, em Lisboa. Sensibilizado com toda a envolvência do momento comemorativo o líder da banda, António Manuel Ribeiro, comentou:
| “ | Para dizer aos mais novos que o 25 de Abril não foi assim há tanto tempo, apesar do tempo que passou, maior que a sua idade. Por que cada feriado nacional tem uma história (...) Por isso a gravámos. Porque da música séria nasce a alegria da vida. | ” |

## Lista de faixas
O single é composto por uma faixa em versão padrão da autoria de Luís de Andrade e José Afonso. O arranjo da nova versão é de António Manuel Ribeiro.
| Single digital |                          |                               |         |  |
| N.º            | Título                   | Compositor(es)                | Duração |  |
| 1.             | "Era de Noite e Levaram" | Luís de Andrade / José Afonso | 2:34    |  |

## Membros da banda
- António Manuel Ribeiro (vocal e guitarra)
- António Côrte-Real (guitarra elétrica)
- Luís "Cebola" Simões (baixo e vocal de apoio)
- Ivan Cristiano (bateria e vocal de apoio)
- Nuno Oliveira (teclas)